# Clemens Wild
Clemens Wild (* 1964 in Bern) ist ein Schweizer autodidaktischer Künstler, Maler und Zeichner.

## Leben
Clemens Wild wurde in Bern als Kind einer Buchhändlerfamilie geboren. Mit 18 Jahren begann er 1982 eine Lehre und zog in das «Humanushaus» in Rubigen, eine sozialtherapeutische Wohn- und Arbeitsgemeinschaft, wo er seitdem lebt. Er entwickelte früh eine Leidenschaft für das Zeichnen und schon als Kleinkind ein Talent als Geschichtenerzähler. Mit sieben Jahren zeichnet er Geschichten der imaginierten Familie Huber. Diese Familiensage entwickelte sich über mehrere Jahre. Später vertrieb er erste Bildergeschichten im Eigenverlag, die von Fotoreportagen in der Jugendzeitschrift Bravo inspiriert waren.
Seit 2012 ist Clemens Wild Mitglied im Atelier Rohling, «Atelier und Labor für künstlerische Produktionen und Interaktionen», im PROGR – Zentrum für Kulturproduktion in Bern. Durch die Lobbyarbeit des Atelier Rohling wurde er 2022 vom Schweizerischen Berufsverband Visarte aufgenommen. Der Verein Rohling vertritt den Künstler nach aussen. Neben Einzelausstellungen beteiligt Clemens Wild sich regelmässig an Gruppenausstellungen des Kollektivs.
Im Jahr 2018 wurde er mit dem Kunstpreis Euward ausgezeichnet.

## Werk
Die Zeichnungen von Clemens Wild  sind Mischungen von Skizzen, Comics bis zum politischen Kommentar. Damit dokumentiert er, teils ironisch, seine Umgebung. Ein wiederkehrendes Motiv seiner Werke ist der Alltag von Menschen in klassisch unterbezahlten und unterbewerteten Berufen. So wird sein Œuvre auch als «Hommage an die Arbeiterschaft» gesehen.
In seine frei gezeichneten Comicstrips fügt Wild mit schwarzem Filzstift Texte ein, die teilweise auf den persönlichen Erzählungen der porträtierten Frauen beruhen. Mit dieser Kombination aus Schrift und Bild dokumentiert Wild in seinen Zeichnungen den Alltag im «Humanushaus». In seinen Bildern sind «Protagonistinnen mit Namen wie Babsi, Sam und Uschi zu sehen: Diese Figuren – mit ihren bunten Kleidern und Haaren, Zigaretten rauchend – bilden eine Galerie von Frauen, die trotz eines harten Lebens voller Selbstvertrauen und Würde dastehen». Seine «Bilder von Frauenfiguren aus seiner Heimumgebung schaffen ein Panoptikum von Putzfrauen, Sozialarbeiterinnen, Kunsttherapeutinnen, Heimbewohnern und ihren teils reportagehaft wiedergegebenen, teils skurril imaginierten Lebensgeschichten».
Sein Werk umfasst Collagen, Bleistift- und Tuschezeichnungen und Tempera. Wild malt Bilder in verschiedenen Grössen, teils lebensgrosse menschliche Figuren, und verwendet neben allen Arten von Papier auch Pappe, wie Kartondeckel oder kleine Papiertüten, selten auch andere Bildträger, wie eine Fassade oder einen Lampenschirm. Zwölf Werke von Wild befinden sich in der Sammlung der Collection de l’Art Brut in Lausanne, elf weitere Arbeiten aus den Jahren 2020 bis 2022 in der Kunstsammlung des Kantons Bern.

## Ausstellungen (Auswahl)
- 2024: Clemens Wild. Einzelausstellung, Collection de l’Art Brut, Lausanne. Die Ausstellung wurde von einem von Philippe Lespinasse produzierten Dokumentarfilm begleitet.[4]
- 2024: Mit dir hier. Kommunales Kino Freiburg, «Freiburger Kunstfestival Grenzgänger*innen»[6]
- 2024: Einzelausstellung, Galerie im alten Wiehrebahnhof, Freiburg im Breisgau
- 2024: Fragile. The Post's Art Collection in Dialogue. Gruppenausstellung, Bündner Kunstmuseum, Chur[10]
- 2024: Off-Comics. Gruppenausstellung, Museum Dr. Guislain, Gent[11]
- 2024: wild & strub – Sonia Straub und Clemens Wild. PROGR – Zentrum für Kulturproduktion, Bern[12]
- 2023: Einzelausstellung, Collection de l'Art Brut, Lausanne
- 2022: Art Brut & Comics. Collection de l'Art Brut, Lausanne
- 2022: Open art museum, St. Gallen
- 2021: Gruppenausstellung, Kornhausforum, Bern
- 2020: Outsider Art Fair, Paris
- 2019: Gruppenausstellung, Kunsthaus Langenthal
- 2018: Euward 7. Michael Golz, Ota Prouza, Clemens Wild. Buchheim-Museum, Bernried am Starnberger See
- 2018: mit Kollektiv Rohling, Kunstmuseum Thun
- 2017: Gruppenausstellung, Musée de la Création Franche, Bègles
- 2017: Gruppenausstellung, Comic-Festival Fumetto, Luzern
- 2016: Art Brut et bande dessinée. Collection de l’Art Brut, Lausanne.[13]
- 2016: Go West!. Musée Visionnaire, Zürich
- 2016: Einzelausstellung, PROGR – Zentrum für Kulturproduktion, Bern
- 2013: Gruppenausstellung, Comic-Festival Fumetto, Luzern
- 2013: Gruppenausstellung, Remise Zürich[14]

## Publikationen
- Kalifat im Emmental. Comiczeichnungen. 2018, ISBN 978-3-033-06673-1.